# 嫩丘萊什蒂鄉 (特列奧爾曼縣)
44°02′N 25°11′E / 44.033°N 25.183°E
嫩丘萊什蒂鄉（羅馬尼亞語：Comuna Nenciulești, Teleorman），是羅馬尼亞的鄉份，位於該國南部，由特列奧爾曼縣負責管轄，面積41平方公里，海拔高度68米，2007年人口2,652，人口密度每平方公里65人。